# Otymbał
Otymbał (ros. Отымбал) – wieś (dieriewnia) w Rosji, w Mari El, w rejonie wołżskim. W 2010 liczyła 211 mieszkańców.